# 33713 Mithravamshi
33713 Mithravamshi este o planetă minoră (asteroid), cu un diametru de 3,991 km, din centura de asteroizi. A fost descoperită pe 9 iunie 1999 la Experimental Test Site⁠(d) de Lincoln Near-Earth Asteroid Research. 
Obiectul prezintă o orbită caracterizată de o semiaxă mare de 2,4810981 UAi, o excentricitate de 0,01, o înclinație de 3,37214 ° în raport cu ecliptica.